# محمد سرور جوادی
محمد سرور جوادی (زاده: ۱۳۴۶ ولسوالی ورس ولایت بامیان) یک سیاستمدار هزاره اهل افغانستان است. وی نمایندهٔ مردم بامیان در دوره پانزدهم مجلس نمایندگان افغانستان بود. وی مشاور اجتماعی و مشاور حقوقی و قانونگذاری و رئیس دفتر سرور دانش معاون دوم رئیس‌جمهور افغانستان و معین پالیسی و مسلکی اداره مستقل ارگانهای محلی بود.

## زندگی‌نامه
محمد سرور جوادی متولد ۱۳۴۶ از ولسوالی ورس ولایت بامیان است. وی تحصیلات خود را در رشته ادبیات (گرایش ژورنالیزم) در مقطع لیسانس از دانشکده ادبیات دانشگاه تهران و مقطع لیسانس و ماستر/کارشناسی ارشد خود را در فقه، اصول و معارف اسلامی در جامعة المصطفی العالمیه در قم به پایان برده‌است.

## نمایندگی پارلمان

### دوره هفدهم
محمد سرور جوادی با کسب ۸٫۲۱۳ رای توانست در جایگاه چهارم در حوزه ولایت بامیان قرار بگیرد، اما بر اساس تک سهمیه زنان در این ولایت، بجای یک زن حضور پیدا کرد.

## دیگر فعالیت‌ها
- روزنامه‌نگاری و همکاری و مسئول رسانه‌های چاپی مانند: فصلنامه سراج، هفته‌نامه وحدت، ماهنامه میثاق وحدت، ماهنامه حکمت، هفته‌نامه مشارکت ملی و هفته نامه عدل و رفاه.[۱]
- عضو مؤسسین مرکز فرهنگی نویسندگان افغانستان.[۱]
- عضو هیئت اجرائیه فصلنامه نگاه معاصر
- عضو مؤسسین مجمع سیاسی راه نو
- عضو مؤسسین بنیاد اندیشه
- عضو لویه جرگه (مجلس بزرگ) تصویب قانون اساسی (۱۳۸۲).